# Ferrari F92A
A Ferrari F92A egy korábbi Formula–1-es autó, melyet a Scuderia Ferrari tervezett az 1992-es szezonra. Az autót Jean Alesi és Ivan Capelli vezette, majd a szezon utolsó két versenyén az addigi tesztpilóta Nicola Larini versenyzett Capelli helyett.

## Tervezés
Jean Claude Migeot és Steve Nichols tervezőpáros a 644-essel a múltat akarta teljesen eltörölni. Elsősorban a Formula–1-ben mindaddig sosem látott aerodinamikai megoldásai voltak forradalmian újak. Migeot aerodinamikai mérnök a végsőkig elment a szélcsatorna kísérletekben. Az F15-ös vadászgépek megihlették és a kocsiszekrénytől különválasztott légbeszívó nyílásokat tervezett a hűtőknek.  Ugyancsak aerodinamikai megoldásként kapott az autó dupla aljszerkezetet is, valamint megemelték az oldalsó hasakat a legjobb légáramlás elérésére. Ezekben az időkben az Formula–1-es autókon háromféle légáram haladt át. Ezek közül a talajhatás az autó és az aszfalt között volt az, ami a többi csapat tervezőit leginkább foglalkoztatta. Amíg ezek a szakemberek a hátsó légterelők kifejlesztésén dolgoztak, addig a Scuderia Ferrari szakemberek feltaláltak egy negyedik áramlást az alvázlap és a hasak között. Így egy olyan csatornát találtak, aminek segítségével egyfajta húzóhatás keletkezett. Vagyis elvileg az F92A-nak aerodinamikailag a legjobb teljesítmény kellett volna hoznia.
Ennek ellenére az autó nemcsak rácáfolt a várakozásokra, de a csapatot is megosztotta. Jean Alesi Migeot védelmére kelt és szerinte az mérnök elgondolásai igenis jók voltak. Véleménye szerint csak finomhangolásra volt szüksége az autónak, és egy lendületes vezetési stílussal próbálta ellensúlyozni a műszaki hiányosságokat. A letisztul vezetési stílusával Ivan Capelli viszont nem találta a helyét az autóban, ami szinte minden kanyarban másként viselkedett. Ezért igazán soha nem érezte jól magát az F92A-ban, így nagy lehetőséget szalasztott el karrierje szempontjából. Az F92A gyengélkedése miatt az autó fejlesztését leállították, és ezeket az anyagi forrásokat inkább a shalfordi tervezőközpont létrehozására fordították. Belgiumban már az átalakított F92AT debütált. Az utolsó két nagydíjon az F92AT már fel volt szerelve keresztváltóval a jobb súlyelosztás érdekében, és ez volt az első aktív felfüggesztésű Ferrari ami rajthoz állt.

## A szezon
Az évad első versenyén Kyalamiban Capellinek a 28. körben, míg Alesi motorja a 41. körben ment tönkre. Brazíliában Alesi negyedik, Ivan Capelli ötödik helyen ért célba. Barcelonában a rajt idején erősen esett, Riccardo Patrese megelőzte Michael Schumacher és Sennát, míg Alesi a nyolcadikról a harmadik helyre jött fel. Schumachernek a 7. körben sikerült megelőznie a franciát. Senna is megpróbálkozott ugyanezzel, de ekkor Alesi megcsúszott, Berger és Ivan Capelli mögé esett vissza. A futamot Alesi a harmadik helyen fejezte be, míg csapattársa a 62. körben Sennával együtt kicsúsztak.
Monacóban a francia a negyedik rajtpozíciót szerezte meg. A 12. körben Schumacher Alesivel ütközött, de tovább tudtak haladni a versenyben. Alesi autója az ütközésben megsérült, majd a 28. körben pedig kiesett. Kanadában Alesi ismét a dobogó legalsó fokára állhatott fel. Franciaországban miután elállt az eső, a mezőny újra elrajtolt. Patrese megtartotta a vezetést Mansell és Brundle előtt, Alesi feljött a negyedik helyre. Patrese elengedte Mansellt, így a brit az élre állt. Ismét elkezdett esni, ekkor mindenki kiállt esőgumikért, de Alesi túl későn ment ki boxba, ezért hatodiknak esett vissza. A 61. körben a francia motorhiba miatt kiesett. Németországban Jean Alesi az ötödik helyen ért célba. Az F92A rövid és nem túl szerencsés életének legutolsó versenye éppen a Hungaroringen volt, ahol Alesi és Capelli a kilencedik és tizedik helyről vághattak neki a 77 körös futamnak.  már a 14. körben kicsúszott, és feladni kényszerült a küzdelmet, Capelli pedig három helyet szépített, így végül hatodikként ért célba. A következő futamtól már az átalakított F92AT debütált. Monzában a 13. körben mindkét Ferrari kiesett. Alesi üzemanyagrendszere meghibásodott, míg Capelli elektromos hiba miatt esett ki.
A japán nagydíj előtt bejelentették, hogy a Ferrarinál Nicola Larini váltja a gyengén teljesítő Capellit. A továbbfejlesztett autóval Alesi az ötödik helyen ért célba, majd a szezon utolsó versenyén Ausztráliában a negyedik lett. Ez a szezon összességében mindössze sovány 21 pontot hozott a csapat pilótáinak.

## Teljes Formula–1-es eredménylistája
(Táblázat értelmezése)

(Félkövér: pole-pozícióból indult; dőlt: leggyorsabb kört futott) 

| Év   | Csapat  | Motor                          | Gumi | Versenyzők    | 1   | 2   | 3   | 4   | 5   | 6   | 7   | 8   | 9   | 10  | 11  | 12  | 13  | 14  | 15  | 16  | Pontszám | Helyezés |
| ---- | ------- | ------------------------------ | ---- | ------------- | --- | --- | --- | --- | --- | --- | --- | --- | --- | --- | --- | --- | --- | --- | --- | --- | -------- | -------- |
| 1992 | Ferrari | Ferrari Tipo 038 (E1 A-92) V12 | G    |               | RSA | MEX | BRA | ESP | SMR | MON | CAN | FRA | GBR | GER | HUN | BEL | ITA | POR | JPN | AUS | 21       | 4.       |
| 1992 | Ferrari | Ferrari Tipo 038 (E1 A-92) V12 | G    | Jean Alesi    | Ki  | Ki  | 4   | 3   | Ki  | Ki  | 3   | Ki  | Ki  | 5   | Ki  | Ki  | Ki  | Ki  | 5   | 4   | 21       | 4.       |
| 1992 | Ferrari | Ferrari Tipo 038 (E1 A-92) V12 | G    | Ivan Capelli  | Ki  | Ki  | 5   | 10  | Ki  | Ki  | Ki  | Ki  | 9   | Ki  | 6   | Ki  | Ki  | Ki  |     |     | 21       | 4.       |
| 1992 | Ferrari | Ferrari Tipo 038 (E1 A-92) V12 | G    | Nicola Larini |     |     |     |     |     |     |     |     |     |     |     |     |     |     | 12  | 11  | 21       | 4.       |